# Božo Peričić
Dr. Božo Peričić (Sukošan, 6. prosinca 1865. – Split 19. travnja 1947.), hrvatski liječnik, jezikoslovac, prevoditelj.

## Životopis
Polovicom prošlog stoljeća u Sukošanu se rodio Božo Peričić, jedno od šestero djece poljoprivrednika Tome, iz ugledne težačke porodice Peričića, te majke Luce, rodom iz Mravinca. Osim Bože roditelji su imali još dva sina, Ivu i Šimu, te kćeri Matiju, Jurku i Šimicu. 
Presudna je za Božu bila okolnost što mu je stric, očev brat Josip, po zanimanju profesor, jedan od prvih školovanih ljudi u Sukošanu (u Beču polazio klasičnu i slavensku filologiju. Isticao se kao klasični filolog, lingvist, pedagog. Uočivši niz vrijednosti svog nećaka Bože, zaključio je da bi bila velika šteta ostaviti ga na selu, te odlučio preuzeti brigu o njemu. Poveo ga je u Split gdje mu je stric bio profesor na gimnaziji. Tamo je Božo s puno uspjeha obavio osnovno obrazovanje. Gimnaziju je započeo u Dubrovniku, gdje je sada stric bio gimnazijski profesor, a završio u Zadru, s izvrsnim uspjehom ("con distinzione") 1883. godine, u talijanskoj gimnaziji, jer hrvatske nije u Zadru još tada bilo. Tijekom cijelog života, pogotovo kao đak, posvetio je učenju jezika i čitanju klasika, što će ga kasnije ohrabriti na prevođenje Shakespearea s jedne strane i starijih klasika s druge.
Krajem 19. i početkom 20. stoljeća u Hrvatskoj nije postojao medicinski fakultet pa se na takav studij išlo u Graz, Beč, Prag ili drugdje. Božo Peričić je krenuo 1894. na studij medicine u Beč, i tu se uz studij medicine oblikovala i njegova osobnost i na drugim područjima. Studij je počeo i završio odlično.
Radio na bolesti škrljevo (manifestira se kao sifilis) 

### Publikacije i članci o problemu:
- Zur Kenntniss des sogenannten Skerlievo in Dalmatien, 1892.
- Pitanje o takozvanom škrljevu, 1893.
- Enfahrungen uber die Syphilis, 1895.
- Izvještaj o V. kongresu Njemačkog dermatološkog..., Graz, 1895.
- Slučajevi tercijalne sifilide opaženi i liečeni..., 1895.
- Skučajevi tercijane sifilide, 1897.

Nadalje bavio se problematikom ehinokokove bolesti u takvoj mjeri po kojoj on zauzima zasluženo visoko mjesto u galeriji uglednih liječnika Dalmacije.

### Izbor radova o ehinokokovoj bolesti
- Beitrag zur Kenntniss des Menschen, 1897.
- Ehimokokova bolest u Dalmaciji, 1902.
- Klinički i statistički podaci o ehinokokovoj bolesti u Dalmaciji i metodama da ju se zaprieči, 1904
- Die Echinococcenkrankheit in Dalmatien, 1905.
- Ehinokokova bolest, 1906.

U početku medicinske karijere osam godina proveo je u Šibeniku gdje je značajna pomoć koji je dao dr. Nikoli Laliću u utemeljenju Odjela kirurgije Šibenske bolnice, godine 1891./1892.
Njegova pomoć je toliko važna da se može smatrati njihovim zajedničkim djelom. Također je bio začetnik prave škole na polju interne i kirurgije te učitelj mnogih učenika što u Šibeniku što u Parizu, počevši od dr. Ivana Huge Botterija što se nastavilo indirektno do danas, do Batinice.

### Kao dermatolog
Dermatolog, tijekom pedeset godina rada na području medicine objavio je 30 radova vezanih uz dermatovenerologiju (8 radova iz područja sifilodologije, 13 radova iz područja hidatologije, 9 radova iz užeg područja dermatologije pretežno u šibenskom razdoblju života)
Godine 1885. postaje član dematovenerološkog društva Austrije.
Svako Peričićevo razdoblje bilo je specifično i različito od onih ostalih.

### Zadarsko razdoblje
Od 1897. – 1921. godine je djelovao u Zadru gdje širi svoj opus na jednako plodan način. Nastavio je studirati pitanje ehinokokusa te otkrio da je to učestala bolest koja se javlja u Dalmaciji. Pisao je članke kao pionir u području internista na engleskom jeziku. 
Zadarsko razdoblje bila je kruna njegovom radu, u to vrijeme je napisao i izdao sljedeće knjige : 
- "Ehinokokova bolest" 1906.,
- "Upute u kliničko pregledanje bolesnika" (u prijevodu od autora dr. A. Stumpella iz Erlangena) tiskana u Zadru
- "Njega bolesnika" tiskana u Zadru 1914.
- "Somatologija i higijena čovjeka" tiskana u Beču 1913.
- "Kužne bolesti" tiskano u Zadru 1916.

Na katu njegovog odjela (današnja "stara interna" u Zadru) na početku stoljeća bavio se i smrtnosti dojenčadi u Dalmaciji koja je tada bila jedna od najvećih u Europi.
Talijanska okupacija Zadra ga je istjerala iz njegove uže domovine pa i sam kaže : "Ja sam sa žalosnim srcem i u poodmakloj dobi od 56 godina iz čisto patriotskih razloga otišao iz Zadra, gdje sam tokom 24 godine stekao lijep položaj i nitko me od tamo tjerao nije."

### Rad na području psihijatrije
Postoje i mišljenja da je bio i psihijatar jer je 
- 4 godine bio liječnik pomoćnik Bolnice i Ludnice
- bio na doedukaciji iz psihijatrije u Parizu (Charcot, Boll...)
- bio na doedukaciji iz psihijatrije u raznim centrima Austrije
- 4 godine bio voditelj i primarij jedne ludnice u Dalmaciji
- 1896. piše O novoj zemaljskoj bolnici u Splitu i traži poboljšanje uvjeta rada bolničara i boravka bolesnika
- piše statističke izvještaje o radu ludnice i traži poboljšanje uvjeta za skrb duševno bolesnih
- 1900. objavljuje Neka pitanja... i traži izgradnju psihijatrijske bolnice u Splitu
- 1902. piše o nahodištima u dalmatinskim bolnicama
- 1912. objavljuje članak o psihijatrijskom vještvu tijekom sudskog procesa atentatoru Jukiću
- 1914. u knjizi Njega bolesnika... poglavlje o postupku s teško duševno bolesnima

Danas postoji ulica s njegovim nazivom i čitava kuća gdje je živio tijekom života u Zadru na Trgu pet bunara koju su i dalje koristili Peričići do 1945., međutim koju su tadašnji komunisti KPJ nacionalizirali, a SDP prodao u svoje ime.
Godine 1937. je opisao jedan od nedavnih slučajeva gube u Hrvatskoj nazvan leprosery. On je predložio svoj način liječenja za kožni oblik antraksa, te kinin za vrijeme napadaja. Prema nekim izvorima krajem Prvog svjetskog rata, dr. Peričić je imao mogućnost da ide u Zagreb, te da bude predavač interne medicine na Medicinskom fakultetu i da radi u Internoj klinici u Zagrebu. M.D. Grmek piše: "Samo radi vlastite skromnosti nije postao profesor na Medicinskom fakultetu u Zagrebu".

### Splitsko razdoblje
Splitsko razdoblje (1921. – 1947.) obilježava kao utemeljitelj interne medicine u Splitu, međutim zbog ratnih okolnosti i podjele rada na uže specijalizirane grane nije se mogao kao svestrani liječnik baviti i toliko željenom kirurgijom. 

### Jezikoslovni i prevoditeljski rad
Među prvima, ako ne i prvi u Hrvatskoj, preveo Hamleta.
Božo Peričić je bio nominiran za Vrhovno zdravstveno vijeće u Beču, te je objavio medicinski rječnik hrvatsko-njemački.